# 道の駅茶倉駅
道の駅茶倉駅（みちのえき ちゃくらえき）は、三重県松阪市にある国道166号の道の駅である。

## 歴史
- 1998年（平成10年）4月17日 - 道の駅第14回登録において、「道の駅茶倉駅」として登録

## 施設
- 駐車場
  - 普通車：15台
  - 大型車：2台
  - 身障者用 : 2台
- トイレ（いずれも24時間利用可能）
  - 男：大 2器、小 3器
  - 女：4器
  - 身障者用：1器
- 公衆電話
- レストラン
- 特産品販売所
- 情報コーナー

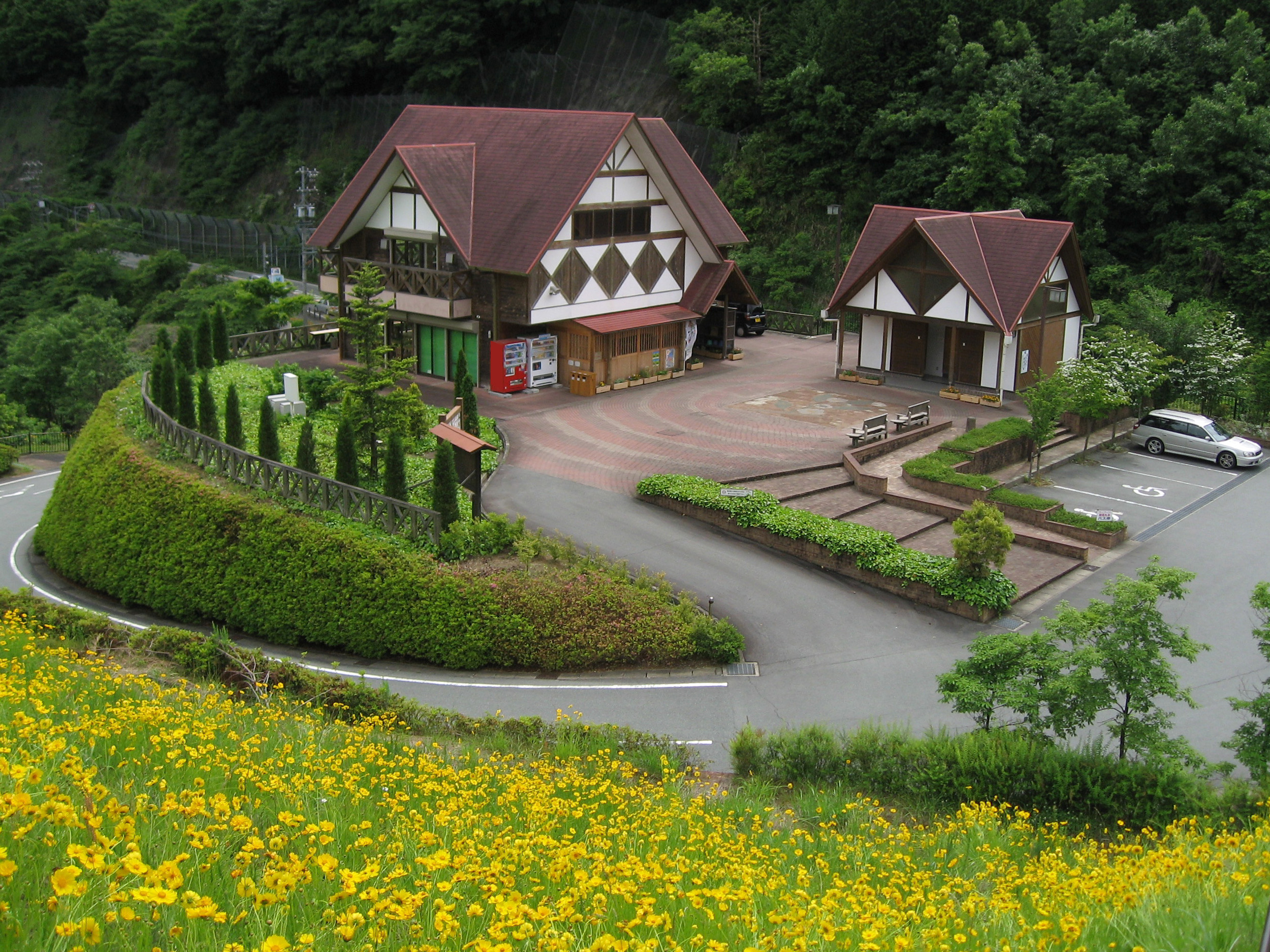
展望台付近から見下ろした茶倉駅

- 展望台 - 櫛田川上流方向への眺望が開ける

## 休館日
- 毎週火曜日（祝日の場合は翌日）[注釈 1]、年末年始

## アクセス
- 国道166号（国道368号重複区間） - 登録路線

## 周辺
- エバーグレイズ香肌峡 - 1989年（平成元年）に旧飯南町（現松阪市）が「リバーサイド茶倉」として整備[1]。運営方式が事業の賃貸に変更され、2023年（令和6年）3月15日にキャビンやテントサイトなどを設置した「エバーグレイズ香肌峡」となった[1]。運営会社は当道の駅の指定管理者でもある。
- 茶倉橋 - 櫛田川にかかる吊り橋。
- 茶業伝承館
- 粥見井尻遺跡
- 深野の棚田 - 日本の棚田百選に選ばれている。地元では「石の芸術」と称している。
- 烏岳 - 標高545 mの山。
- 立梅井堰